# 佐藤有香
佐藤 有香（さとう ゆか、Yuka Sato Dungjen、1973年2月14日 - ）は、東京都出身の元フィギュアスケート（女子シングル）選手、プロフィギュアスケーター、フィギュアスケートコーチ 兼 振付師。父は佐藤信夫、母は佐藤久美子。1992年アルベールビルオリンピック7位入賞、1994年リレハンメルオリンピック5位入賞、1994年世界選手権優勝、1993年・1994年全日本選手権優勝など。

## 学歴
戸板女子高等学校から法政大学法学部に進学したが中退。法政大学通信教育部法学部へ再入学し卒業。

## 経歴
父・信夫は1960年スコーバレーオリンピック、1964年インスブルックオリンピックの男子シングル日本代表、母・久美子もインスブルックオリンピックと1968年グルノーブルオリンピック女子シングル日本代表というスケート一家に生まれた。2歳半でスケートを始め、10歳の頃から父の信夫の指導を受け始める。それまでは他の生徒への指導が忙しかったため、1週間に5分間だけ新しい技を伝授する時間を作り、それを娘が1週間かけてマスターし、また新しい技を伝授して…という方法を繰り返していたという。その後「私にもきちんと教えて」と言い出したことから本格的に指導を受けるようになった。
1988-1989年シーズンの全日本ジュニア選手権で優勝。翌1989-1990年シーズンの世界ジュニア選手権では日本人選手として初優勝。同シーズンにはシニアの世界フィギュアスケート選手権にも初出場し、14位。しかし翌1990-1991年シーズンは不調で代表入りを逃す。
1991-1992年シーズンの全日本選手権で2位となり、優勝した伊藤みどりと共にアルベールビル五輪・女子シングルの初の日本代表入りを果たす。同五輪ではオリジナルプログラムとフリースケーティングで共に7位となり、総合で7位入賞。2年ぶりの出場となった1992年世界選手権では8位。翌1992-1993年シーズンの全日本選手権で初優勝。1993年世界選手権では4位入賞を果たし、翌1994年に行われる1994年リレハンメルオリンピックの日本女子シングル代表「2枠」を確保した。
1993-1994年シーズンの全日本選手権で2年連続の優勝を果たし、2位となった井上怜奈と共にリレハンメル五輪・女子シングルの二大会連続オリンピック日本代表入りとなる。同五輪のテクニカルプログラムでは、トリプルルッツからのコンビネーションジャンプの予定がシングルルッツとなり失敗、7位と出遅れる。フリースケーティングではほぼノーミスの演技をこなし、五輪メダルは惜しくも届かなかったが総合で5位入賞。アルベールビルオリンピックに続き、冬季五輪で2大会連続入賞を果たした（他女子シングル日本代表では伊藤みどり（5位・銀メダル）に次ぐ二人目の快挙である）。
オリンピック後の1994年3月に千葉県・幕張メッセで行われた世界選手権では、リレハンメルオリンピック金メダリストのオクサナ・バイウルと銀メダリストのナンシー・ケリガンが欠場し、銅メダリストの陳露が予選後に棄権したため、同オリンピック4位のスルヤ・ボナリーと同5位の佐藤との一騎討ちの展開となった。予選、ショートプログラムで佐藤が1位、ボナリーが2位。フリースケーティングでは先に滑走したボナリーが、計7つのトリプルジャンプに挑戦し、トリプルルッツでは両足着氷、トリプルループでは手を付くミスがあったものの、コンビネーションジャンプを3つ成功させた。一方の佐藤は、トリプルトウループがダブルトウループになるミスはあったものの、計6つのトリプルジャンプを成功させ、コンビネーションジャンプも2つ成功させた。技術点ではボナリー、芸術点では佐藤とジャッジ9人の票も割れたが、最終的に4対5で佐藤が日本人選手として2人目の世界女王となった。
世界選手権後にプロスケーターに転向し、北米に拠点を移す。スターズ・オン・アイスやチャンピオンズ・オン・アイスなどのアイスショーに多数出演。世界プロフィギュア選手権ではクリスティー・ヤマグチと優勝争いを演じたことで一躍注目を集め、のちに夫となるジェイソン・ダンジェンとペアを組みペアスケーターとしても活動。世界プロフィギュア選手権で4度優勝している。1999年にダンジェンと結婚。
コーチ 兼 振付師としても活動しており、デトロイトスケートクラブを拠点にアリッサ・シズニーやジェレミー・アボットの指導をしていた。1998年からは日本人選手の指導も行う。
1998-1999年シーズンは荒川静香の振付も担当。その後小塚崇彦や三原舞依、鈴木潤 の振付を行っている。
1998年長野オリンピック、2002年ソルトレークシティオリンピック、2006年トリノオリンピックで解説を担当。NHK杯などの放送でも解説も行っている。
2013年にダンジェンと離婚。コーチとしての仕事は共に続けていく。
2022年10月開催の Stars On Ice八戸公演(Stars On Ice JAPAN TOUR 2022 Autumn)を以て、プロスケーター生活に終止符を打つと発表した。プロ活動終了後は、振付や演出のほか、アイスショーを作っていきたいということが夢であり目標だと語っている。。

## 主な戦績

### アマ競技歴
| 大会/年          | 1987-1988 | 1988-1989 | 1989-1990 | 1990-1991 | 1991-1992 | 1992-1993 | 1993-1994 |
| ---------------- | --------- | --------- | --------- | --------- | --------- | --------- | --------- |
| オリンピック     |           |           |           |           | 7         |           | 5         |
| 世界選手権       |           |           | 14        |           | 8         | 4         | 1         |
| 全日本選手権     | 3         | 3         | 2         | 4         | 2         | 1         | 1         |
| スケートアメリカ |           |           |           |           |           | 1         |           |
| ネイションズ杯   |           |           |           | 5         |           |           |           |
| NHK杯            |           |           |           | 5         | 3         | 2         | 3         |
| プラハスケート   |           |           |           |           |           | 1         |           |
| ピルエッテン     |           |           |           |           |           |           | 6         |
| 世界Jr.選手権    |           | 10        | 1         |           |           |           |           |
| 全日本Jr.選手権  |           | 1         | 1         |           |           |           |           |

### プロ競技歴
- 1995年 世界プロフィギュア選手権 優勝
- 1996年 世界プロフィギュア選手権 2位
- 1998年 世界プロフィギュア選手権 2位
- 2000年 世界プロフィギュア選手権 優勝
- 2001年 スケーターズ・チャンピオンシップ 優勝
- 2002年 スケーターズ・チャンピオンシップ 優勝
- 2003年 スケーターズ・チャンピオンシップ 優勝
  - 世界プロフィギュア選手権は2001年よりプロアマ混合のスケーターズ・チャンピオンシップに改めた。

## エピソード
- ビデオデッキの操作が出来るようになった頃、TBSのスタッフから貰った1977年の世界フィギュアスケート選手権の模様が収録されたテープを何度も繰り返し見ていたという。一流選手の演技を幼少から観ていたことが、彼女のスケーティングの下地になったのではと父である信夫は回想している[要出典]。
- トーニャ・ハーディングの半生を描いた2017年の映画「アイ,トーニャ 史上最大のスキャンダル」内のアルベールビル五輪の場面で、結果を伝えるアナウンサーが佐藤の名前を呼んでいるのが確認できる[要検証 – ノート]。